# Services secrets de la république de Venise
Les services secrets de la république de Venise désigne l'organisation systématique par les pouvoirs publics du recueil et de l'analyse de l'information secrète, ainsi que des activités de police associées. Cette tâche a été essentiellement assumée par le Conseil des Dix.

## Messages chiffrés
En 1402, Venise se dote de la capacité de chiffrer les documents.

## Archives secrètes
Un décret du 23 avril 1402 fonde la troisième chancellerie dite la segreta placée sous la tutelle directe du Grand-Chancelier, archivée au palais ducal et consultable seulement sur place avec une autorisation spéciale du doge ou du Chef des Quarante (le doge lui-même ne peut s’y rendre seul).
Ces archives contiennent les lettres et dépêches provenant de Constantinople, ainsi que les minutes du Sénat relatives aux affaires secrètes avec Constantinople jusqu’en 1667. 